# 派爾凱內
派爾凱內（芬蘭語：Pälkäne）是芬蘭中南部皮尔坎马区的市镇。始建於1866年，市镇面積为738.12平方公里，2023年人口数量为6,331人，人口密度為每平方公里11.29人。

## 外部連結
- 官方网站  （文）